# チャールズ・バンベリー (第6代準男爵)

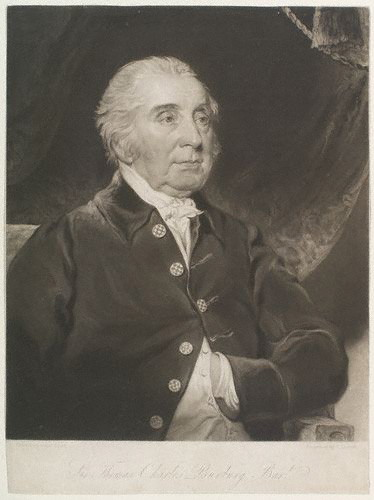
第6代準男爵サー・トマス・チャールズ・バンベリー

第6代準男爵サー・トマス・チャールズ・バンベリー（英語: Sir Thomas Charles Bunbury, 6th Baronet、1740年5月 – 1821年3月31日）は、イギリスの政治家。庶民院議員を通算で45年間務めた（在任：1761年 – 1784年、1790年 – 1812年）。政治より競馬への興味を持ち、オークスステークスとダービーステークスの創設者の1人になったほか、バンベリーの指導によりジョッキークラブが発展を遂げ、ニューマーケット競馬場だけでなく、イギリス全国の競馬を統括する組織に成長した。

## 生涯

### 生い立ち
第5代準男爵サー・ウィリアム・バンベリーと妻イリナ（Eleanor、旧姓グラハム（Graham）、1762年2月14日没、ヴィアー・グラハムの娘）の長男として、1740年5月にサフォークで生まれた。1747年よりベリー・セント・エドマンズの学校を通い、1754年にウェストミンスター・スクールに入学した後、1756年4月17日にケンブリッジ大学セント・キャサリンズ・ホールに入学、1765年にM.A.の学位を修得した。

### 政界入り
1760年から1761年までグランドツアーに出て、フランスとイタリアを旅したが、海外滞在中に行われた1761年イギリス総選挙において父がサフォーク選挙区で立候補させた。第5代準男爵サー・ジョン・ラウスと現職議員ローランド・ホルトも立候補を表明したため、バンベリーの父、ラウス、ホルトの3人は次期選挙の当選者について討議した。ラウスが1761年総選挙での立候補辞退の用意があると表明すると、バンベリーは7年後の総選挙でラウスが立候補する場合、バンベリーとホルトがくじ引きでどちらが議席をラウスに譲るかを決めると提案、ホルトも同意した。これにより、1761年総選挙ではバンベリーとホルトが当選したが、1767年11月に行われた候補者指名ではバンベリーもホルトも立候補を辞退せず、3人ともに立候補した。最終的にはホルトが支持の低下をみて立候補を取り下げ、バンベリーとラウスが1768年総選挙で当選した。以降バンベリーは1774年と1780年の総選挙で再選した。
議会では1761年12月10日に初演説を行い、七年戦争への参戦継続に反対して大ピットを批判したが、演説の評判は悪かった。1762年2月に第4代ベッドフォード公爵ジョン・ラッセルが貴族院でイギリス軍をドイツから撤退させる動議を提出すると、バンベリーは第2代シェルバーン伯爵ウィリアム・ペティの支持を受けて、庶民院で同様の動議を提出すると表明したが、ヘンリー・フォックスとキャロライン・フォックス夫婦（後のホランド男爵夫婦）の説得を受けて延期を繰り返し、さらにシェルバーン伯爵も動議を提出しないよう説得を始めると、バンベリーは動議提出をあきらめた。

### 官職就任問題
1762年6月にサラ・レノックスと結婚したが、2人ともに金使いが荒く、バンベリーは同年9月には収入を得るためにアイルランド担当大臣（年収4,000ポンドかつ庶民院議員と兼任できる官職）への就任を求めるようになった。同年10月にシェルバーン伯爵への手紙で首相第3代ビュート伯爵ジョン・ステュアートへの支持を表明したが、このときは官職を得られなかった。1763年4月に在パリイギリス大使館の秘書官に任命されたが、次期大使の初代ハートフォード伯爵フランシス・シーモア＝コンウェイへの相談なしに行われた任命であり、ハートフォード伯爵はこの任命を知らずにデイヴィッド・ヒュームに秘書官就任を打診していた。ハートフォード伯爵はバンベリーについてよく知らないとしつつ、若すぎて役に立たないと抗議したが、国王ジョージ3世はバンベリーの秘書官内定がハートフォード伯爵の大使就任打診より先に行われたと述べた。そして、ハートフォード伯爵は1763年10月にイギリスを発つときにヒュームを秘書官として連れ、公式の秘書官であるバンベリーとは会わないと表明した。一方のバンベリーは議会が開会したこともあってロンドンに引き止められていたが、ハートフォード伯爵が首相ジョージ・グレンヴィルに抗議するに至り、ジョージ3世はグレンヴィルからの相談を受けて議会の会期中にバンベリーをパリに派遣しないことを決定した。
ハートフォード伯爵はなおもバンベリーの解任を求めたがかなわず、ヒュームが秘書官の仕事をして、バンベリーが給料を受け取るという状態が続いた。グレンヴィルとベッドフォード公爵は解決策としてバンベリーにほかの官職を与えようとし、アイルランド総督の第2代ノーサンバーランド伯爵ヒュー・パーシーにバンベリーをアイルランド担当大臣に任命するよう求めたが、アイルランド総督の秘書官にあたる担当大臣は総督の友人が任命されるのが慣例であり、ノーサンバーランド伯爵はバンベリーの任命を拒否した。1765年5月にアイルランド総督が第3代ウェイマス子爵トマス・シンに交代すると、バンベリーはようやくアイルランド担当大臣に任命されたが、ウェイマス子爵と初代キルデア侯爵ジェームズ・フィッツジェラルドの関係が悪かったため（キルデア侯爵はバンベリーの妻の姉の夫）、このときにはバンベリーにとってアイルランド担当大臣という官職はそれほど欲しいものではなくなった。いずれにせよ、任命から6週間後の1765年7月にはグレンヴィル内閣が倒れ、バンベリーはウェイマス子爵とともに解任された。バンベリーは以降2度と官職に就任しなかった。この事件の間、バンベリーは議会活動も少なく、グレンヴィル内閣における主要事件の1つであるジョン・ウィルクスへの一般逮捕状（general warrants）の採決が行われたときもニューマーケットに滞在していたとされる。
1764年6月11日に父が死去すると、準男爵位を継承した。

### 政界での浮き沈み
退任直後はベッドフォード公爵（ベッドフォード派）とともに野党に転じ、印紙法廃止に反対票を投じたが、以降は立場が不明瞭になり、1769年1月にウィルクスの選挙申し立てに賛成票を投じながら、5月にはウィルクスの対立候補ヘンリー・ラットレルの当選宣告に賛成票を投じた。それ以外にも1772年3月に王室結婚法案で野党に同調して投票し、1774年2月にグレンヴィル法の採決で与党に同調して投票したほか、第3代準男爵サー・ウィリアム・メレディスの刑法改革を支持した。1769年にロックリン・マクリーン（Lauchlin Macleane）よりグレナダへの領地を購入した。
アメリカ独立戦争期では米州植民地への強硬策に反対した。グレナダに領地があったため、1779年にグレナダがフランスに占領される（1783年のパリ条約で返還）と、グレナダの状況に強い関心を寄せるようになり、1780年以降のノース内閣期とシェルバーン伯爵内閣期では常に野党側で投票した（ただし、シェルバーン伯爵内閣期の対米予備講和条約には投票しなかった）。1782年にフォックス＝ノース連立内閣が成立すると、バンベリーは友人チャールズ・ジェームズ・フォックスを支持、フォックスが提出した東インド法案にも賛成票を投じた。連立内閣が崩壊した後もフォックスを支持したため、1784年イギリス総選挙の直前になってジョシュア・グリッグビーが立候補を表明、1日目の投票でバンベリーに大差をつけた。これにより、バンベリーは2日目（1784年4月8日）に敗北を認めた。
1784年12月にホイッグ・クラブ（Whig Club）に加入した。1788年から1789年までサフォーク州長官を務めた。
1790年イギリス総選挙でグリッグビーが引退を表明すると、バンベリーは再びサフォーク選挙区から立候補、小ピット支持とされるラウスとホイッグ党所属の第2代準男爵サー・ジェラード・ウィリアム・ヴァンネックの双方から距離を置いたことで多くの票を集め、3,049票でトップ当選を果たした。以降1796年、1802年、1806年、1807年に再選した。
2度目の議員期では監獄改革への意識を持ち、1791年と1792年には流刑地であるニューサウスウェールズ植民地の情報公開について動議を提出した。1784年の落選以降は党派色が薄かったが、1790年に対スペインを想定した軍備増強が増税を伴うため反対を表明、1809年6月に動物への残虐行為禁止法案に賛成、1812年4月にカトリック解放に賛成した。1811年の摂政法問題では野党に同調した。
1812年イギリス総選挙で引退を発表した。不出馬表明では「現代の演説は疲れるほどの長さ」（the fatiguing length of modern speeches）と述べ、これにより「議事進行が妨げられた」（by which the public business is so impeded）とした。

### 死去
1821年3月31日にペル・メルの自宅で死去、4月10日にミルデンホール（Mildenhall）で埋葬された。弟ヘンリー・ウィリアムの息子ヘンリー・エドワードが準男爵位を継承した。1808年6月に定めた遺言状ではグレナダでの領地などを弟ヘンリー・ウィリアムに与えるとしたが、弟に先立たれたため、その息子ヘンリー・エドワードが継承した。

## 家族

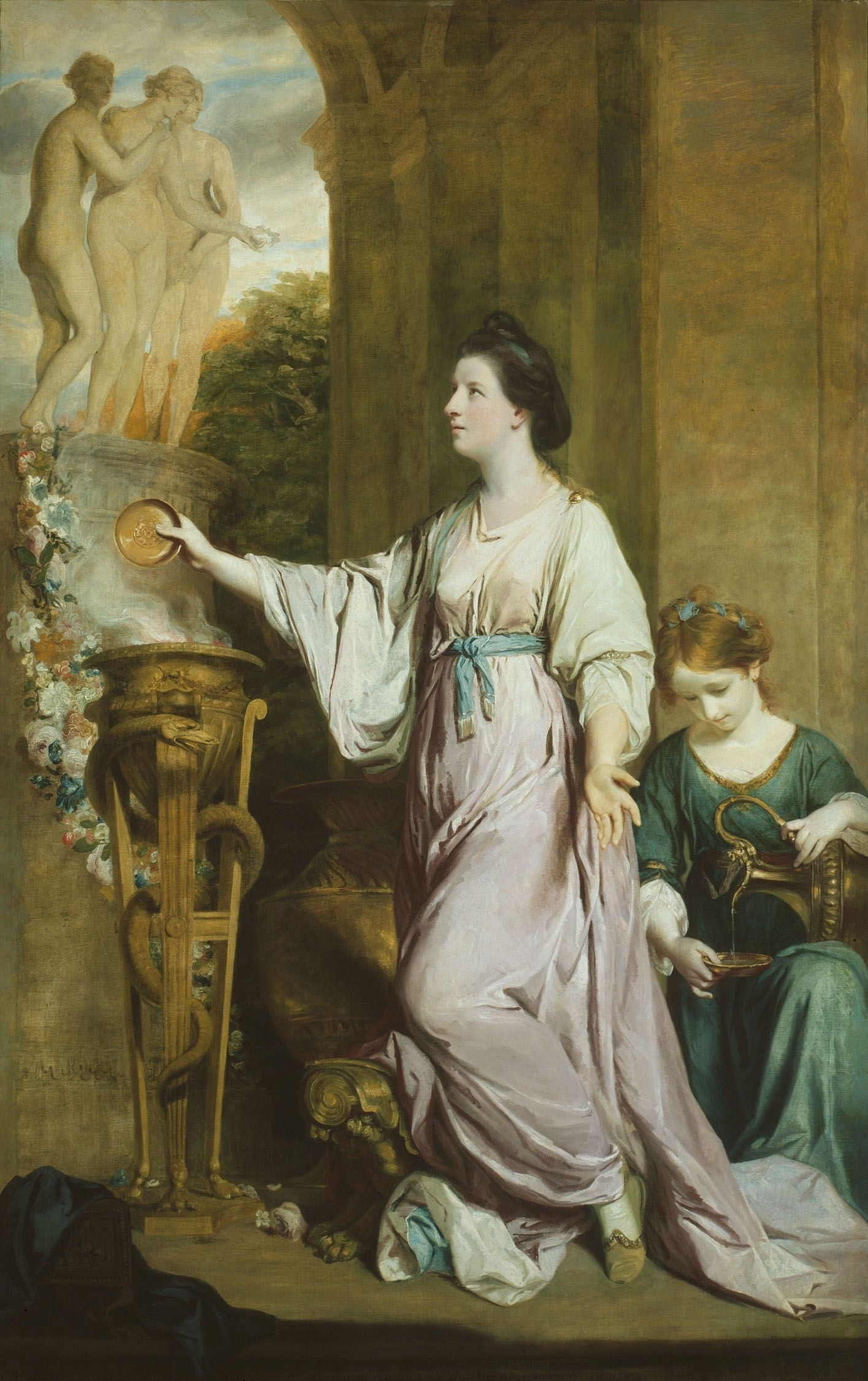
1人目の妻サラ・レノックス。ジョシュア・レノルズ画、1763年と1765年の間。

1762年6月2日にサラ・レノックス（1744年2月15日 – 1826年8月、第2代リッチモンド公爵チャールズ・レノックスの娘）と結婚したが、2人の間に子供はいなかった。ホランド男爵夫婦などは2人ともに金使いが荒く、いい組み合わせではないと評したが、結婚後しばらくは仲睦まじく、一緒に住み、競馬場にも一緒に向かったという。しかし、サラは1768年にはバンベリーに飽きるようになり、同年12月にはウィリアム・ゴードン卿との間の娘を出産した。2人は1769年2月に別居した後、1776年5月14日の議会立法に基づき結婚を解消した。しかし、バンベリーはサラに対し優しい態度をとり続け、1778年に会ったときは「旧友に会って喜んでいるような感じ」（like an old friend he was rejoiced to see）と形容された。
1805年11月21日、マーガレット・コックセッジ（Margaret Cocksedge、1744年ごろ – 1822年2月6日）と再婚したが、2人の間に子供はいなかった。『オックスフォード英国人名事典』によれば、マーガレットについて知られていることは少なく、出自が低く教育もあまり受けなかったことが判明している程度だった。

## 競馬
政治より競馬への興味を持ち、ニューマーケット競馬場に頻繁に通った。オークスステークスとダービーステークスの創設者の1人だった。ダービーステークスにまつわるバンベリーの逸話としては、コイントスを外れたため、競走の名前がバンベリーではなく、ダービー（第12代ダービー伯爵に因む）になったというものがある。
1768年にはじめてジョッキークラブの理事（steward）を務めたが、役職についていないときも競走に関する裁定を下すことが多く、1791年のエスケープ事件では警告を下すことを決定した。バンベリーの指導により、ジョッキークラブはニューマーケット競馬場だけでなく、イギリス全国の競馬を統括する組織に成長した。
バンベリーは下記の優勝馬を所有した。
- ダイオメド - 1780年のダービーステークスで優勝[9]
- エレノア - 1801年のダービーステークスとオークスステークスで優勝[10]
- スモレンスコ（英語版） - 1813年の2000ギニーステークス、ニューマーケットステークス（Newmarket Stakes）、ダービーステークス、マグナチャーターステークス（Magna Charta Stakes）で優勝[11][12]